# Адам Скорупа
Адам Скорупа (пол. Adam Skorupa) — відомий польський композитор і звукорежисер, учасник демосцени. На демосцені для PC і Amiga відомий під псевдонімом Scorpik. Його найвідоміші та найуспішніші роботи: саундтрек для гри «Painkiller» і «Відьмак». У 1995 році Скорупа і інший польський композитор Павло Блащак утворили компанію «gamesXsound». Крім цього, Скорупа є одним із засновників музичного гурту Aural Planet. Скорупа часто називають флагманом польського ігрового саундтрека і одним з найкращих польських трекерщиків демосцени.

## Біографія й творчість
Адам Скорупа народився 1 серпня 1975 року в польському місті Вроцлав. Як і більшість трекерщиків, музиканті того часу, Скорупа почав складати музику на комп'ютерах Amiga, пізніше перейшовши на PC. У свій час Скорупа перебував у групах: Pic Saint Loup, Picco, Pulse, Noiseless, Zack Team і Investation. Він був визнаний найкращим польським трекерщиком 90-х нарівні з Falcon.
У 1995 році Адам Скорупа і його друг Павло Блащак (пол. Paweł Błaszczak) утворюють спільну компанію «gamesXsound», яка займається створенням музики і звукового оформлення для відеоігор, кінофільмів, мультимедіа та рекламних роликів. Всі свої наступні музичні роботи для ігор Адам Скорупа створював саме у складі «gamesXsound».
У 1997 Адам Скорупа разом з трьома своїми друзями з Польщі, також трекерними музикантами: Konrad Gmurek (KeyG), Jacek Dojwa (Falcon) і Radosław Kochman (Raiden), — утворив електронний ембієнт-проект «Aural Planet». Свій перший альбом «Lightflow» вони випустили у 1997 році.
Першу музику для ігор Скорупа почас писати у 1998 році. Першим серйозним ігровим проектом, в якому взяв участь (хоча і не провідним композитором) Скорупа, був шутер від третьої особи Max Payne 2: The Fall of Max Payne, що вийшов у 2003 році.
У 2003 році Скорупа спільно зі своїм приятелем Бьерном Лінном (норв. Bjørn Lynne), іншим широковідомим композитором, випустили танцювальний альбом «Power Liquids», записаний під маркою «Divinorum vs Aural Planet» і став великою подією на незалежній електронній сцені.
Однак першою грою, де Скорупа був центральним композитором, став польський шутер Painkiller і його аддон (доповнення) «Painkiller: Battle Out of Hell», який вийшов у 2004 році. Разом із Марцином Чартиньським (пол. Marcin Czartynski) Скорупа створив дуже якісний саундтрек у стилі хеві-метала і ембієнту.
Після Painkiller Скорупа брав участь у написанні музики для польського ковбойського шутера в стилі «вестерн» Call of Juarez, який вийшов у 2006 році, і для шутера від третьої особи «Чортівня», розробленого польською компанією Metropolis Software і випущеного 23 лютого 2007 року.
Останньою і найбільш значимою роботою Скорупа в ігровій музиці стала участь у створенні масштабного саундтрека для рольової відеогри Відьмак (The Witcher), яка розроблялася польською компанією CD Projekt RED (дочірний філіал найбільшого польського видавця CD Projekt) і була випущена 24 жовтня 2007. Над саундтреком, окрім Скорупи, працював і Павло Блащак. Однак крім роботи композитором, Скорупа був ще й головним звукорежисером ігри. У його обов'язки входило повне створення фонового оточення ігри.
| «І оскільки Павло віддає перевагу нотним звуковим ефектам, всі ігрові шуми, ехо, стукіт, крики та інше, є тим, що я повинен надати» | — пише Скорупа.
У підсумку саундтрек гри, як і сама гра, зібрав безліч похвальних відгуків як від ігрових рецензентів, так і від музичних. На церемонії «Best Original Score» (укр. Найкращий оригінальний саундтрек), проведеній всесвітньо відомим ігровим сайтом IGN, саундтрек «Відьмака» завоював перше місце.
У травні 2007 року Адам Скорупа і Бьерн Лінн випустили свій наступний спільний електронно-інструментальний альбом «Undercover» (укр. Під прикриттям), написаний під враженням від шпигунських фільмів і кримінальних трилерів. Альбом складається із 14 композицій загальною тривалістю близько години.
Восени 2007 року у складі «gamesXsound» Скорупа і Блащак написали музику для трейлера гри EVE Online: Trinity.
До кінця 2009 роцу Адам Скорупа був штатним музикантом і звукорежисером польського видавця і розробника ігор CD Projekt. Працював над музикою для нового шутера They (проект якого потім заморозили), а також над саундтреком до Відьмака 2.
Пізніше Скорупа звільнився із CD Projekt, але саундтреки у його виконанні все ж увійдуть у гру. Нове місце роботи поки невідомо. Крім того він продовжує тісну співпрацю з Павлом Блащаком в рамках «gamesXsound».